# Shandelle Henson
Pour les articles homonymes, voir Henson.
Shandelle Marie Henson (née en 1964) est une mathématicienne américaine, spécialiste de biologie mathématique et connue pour son travail sur la dynamique des populations. Elle est professeure de mathématiques et d'écologie à l'université Andrews à Berrien Springs, Michigan, et rédactrice en chef de la revue Natural Resource Modeling.

## Éducation et carrière
Henson étudie en premier cycle à Southern College (maintenant Southern Adventist University (en)) et elle est étudiante en visite à l'université Harvard, elle est diplômée de Southern College en 1987 avec un bachelor en mathématiques, summa cum laude, comme l'un des cinq chercheurs de Southern  pour cette année. Elle étudie la logique mathématique, obtenant une maîtrise en 1989 à l'université Duke et un doctorat en 1994 à l'université du Tennessee. Sa thèse, intitulée Individu-based Physiologically Structured Population and Community Models, porte sur les équations différentielles partielles dans la dynamique des populations et est supervisée par Thomas G. Hallam.
Après des recherches postdoctorales en tant que professeure adjointe invitée Hanno Rund à l'université de l'Arizona, Henson rejoint la faculté du Collège de William et Mary en 1999 et part à l'université Andrews en 2001. Là, elle est promue professeure titulaire en 2006, préside le département de mathématiques de 2011 à 2016, et ajoute une deuxième affiliation en tant que professeure d'écologie au département de biologie en 2016.

## Publications
Henson est la co-auteure, avec J.M. Cushing, R.F. Costantino, Brian Dennis et Robert A. Desharnais, du livre Chaos in Ecology: Experimental Nonlinear Dynamics (Academic Press, 2003). Elle est également l'auteure d'une biographie de Sam Campbell (en), intitulée Sam Campbell: Philosopher of the Forest (Three Lakes Historical Society and TEACH Services, 2001).

## Reconnaissance
En 2007, la Southern Adventist University a décerné à Henson le prix de son ancien élève de l'année.